# Геологический музей ЮУрГУ
Геологический музей Южно-Уральского государственного университета (или Геологический музей ЮУрГУ) — музей Южно-Уральского государственного университета. Был открыт 12 апреля 2010 года. Содержит коллекцию геологических образцов Уральского региона. Насчитывает около тысячи экспонатов. Является учебной базой для студентов и аспирантов ЮУрГУ.

## История, экспозиция
В 1952 году в Челябинском политехническом институте был создан архитектурно-строительный факультет. На его кафедре строительных материалов для проведения лабораторных работ был организован учебный геологический кабинет. Первые учебные коллекции минералов были закуплены в Свердловске, основной же массив коллекции был собран преподавателями и студентами кафедры во время учебных полевых практик.
В связи с тем, что за 50 лет существования геологического кабинета в его фондах скопилось большое количество коллекций минералов, горных пород, полезных ископаемых и окаменелостей, встал вопрос о необходимости расширения помещения.
Идея создания на базе геологического кабинета Геологического музея ЮУрГУ принадлежит ректору ЮУрГУ А. Л. Шестакову.
В результате инвентаризации, экспонаты геологического кабинета были разделены на два фонда. В первом сконцентрировались коллекции, необходимые для учебного процесса и проведения лабораторных работ. Во втором — ценные образцы, которые и стали музейным фондом.
Геологический музей ЮУрГУ был открыт 12 апреля 2010 года. Его экспозиционный зал — 80 кв. м. В нём представлено около тысячи экспонатов, среди которых — многочисленные руды (железная, медная, никелевая и другие), сырьё для производства строительных материалов, поделочные, полудрагоценные и драгоценные камни, а также окаменелости.
Цель музея — пропаганда и популяризация геологических знаний среди студентов, аспирантов и школьников. Он ориентирован в первую очередь на обучающихся по направлениям строительство, металлургия, материаловедение, экология и природопользование.